# Zlopoljac
Zlopoljac är ett samhälle i Bosnien och Hercegovina.   Det ligger i entiteten Federationen Bosnien och Hercegovina, i den västra delen av landet, 230 km nordväst om huvudstaden Sarajevo. Zlopoljac ligger 242 meter över havet och antalet invånare är 108.
Terrängen runt Zlopoljac är varierad. Runt Zlopoljac är det ganska tätbefolkat, med 93 invånare per kvadratkilometer.. Närmaste större samhälle är Bihać, 5,4 km söder om Zlopoljac. 
Omgivningarna runt Zlopoljac är en mosaik av jordbruksmark och naturlig växtlighet.